# Монжуїк (траса)
Траса Монжуїк (ісп. Circuito de Montjuïc) — колишня вулична траса, розташована на горі Монжуїк у Барселоні, Каталонія, Іспанія. Траса регулярно приймала Мото Гран-Прі Іспанії з 1950 по 1968 рік, а після цього тільки в парні роки до 1976 року. Останній Гран-прі Формули-1, який проходив там у 1975 році, відомий як смертельною аварією, яка призвела до того, що Формула-1 відмовилась від проведення гонок на трасі, так і єдиним випадком на сьогоднішній день, коли жінка здобула очки в Чемпіонаті світу Формули-1.

## Історія

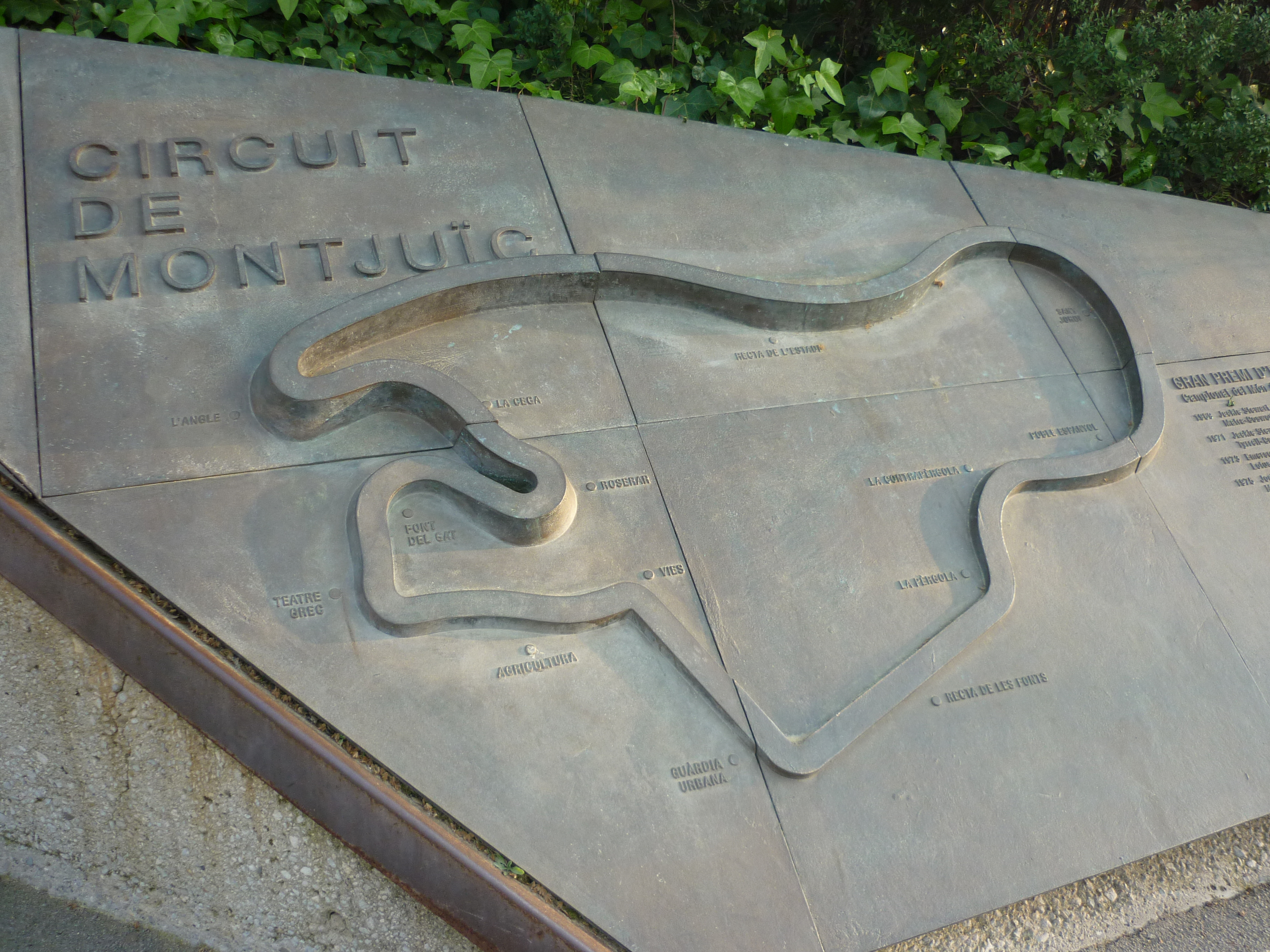
Пам’ятна дошка на честь траси Монжуїк в Барселоні.

До 1908 року міжнародні автоспортивні події разом із Кубком Каталонії проводилися на трасі Баш-Пенедес. У 1923 році поблизу Барселони відбувся перший Гран-прі Іспанії на постійній трасі Сіджас-Террамар. У 1932 році була проведена гонка на вуличній трасі зі стартом у парку Монжуїк, лісистому парку на пагорбі над міською гаванню. В 1933 році частина маршруту цієї траси була використана в новій трасі для відродженого Гран-прі Пенья-Рін, що власне і стало автодромом Монжуїк.
У 1968 році Монжуїк було обрано місцем проведення Гран-прі Іспанії, яке того року проходило на трасі Харама в Мадриді. Перший Гран-прі на трасі Монжуїк відбувся 4 травня 1969 року, перемогу в якому здобув Джекі Стюарт за кермом Matra. Змінний характер руху проти годинникової стрілки (одна половина повільна, а інша дуже швидка) зробив підготовку автомобілів до гонки справжнім викликом.
Гран-прі Іспанії 1975 року ознаменувався фатальною трагедією. Багато водіїв вважали трасу небезпечною, і дворазовий чемпіон світу Емерсон Фіттіпальді відмовився від участі на знак протесту перед початком гонки. На 26 колі болід Embassy Hill-Lola Рольфа Штоммелена потрапив в аварію, вбивши чотирьох людей. Гонку було зупинено до того, як було пройдено половину дистанції і тільки половину очок було зараховано пілотам, а переможцем був оголошений Йохен Масс. Лелла Ломбарді стала першою і єдиною жінкою, на сьогоднішній день, яка здобула очки чемпіонату світу Формули-1, отримавши півочка за 6 місце. Формула-1 так і не повернулася на трасу після аварії.
На траса Монжуїк також походили змагання 24 годин Монжуїка, мотоциклетні перегони на витривалість, що проводились з 1960 по 1982 рік.
Територія, де була розташована траса, зараз є частиною Anella Olímpica, де зараз розташовано багато об'єктів, що були побудовані для літніх Олімпійських ігор 1992 року.
У 2004 році міська рада Барселони вирішила встановили пам’ятну дошку на честь колишньої вуличної траси.
13–14 жовтня 2007 року траса була використана для проведення «Легенд Мартіні» на честь 75-річчя автодрому. Боліди Формули-1 знову з'явилися на трасі Монжуїк, Емерсон Фіттіпальді повернувся на своєму Lotus 72, а Марк Жене проїхався на сучасному боліді Ferrari 248 F1.

## Рекорди кола
Офіційні рекорди найшвидшого кола перегонів на трасі Монжуїк виглядають так:
| Категорія                                                | Час                                                      | Гонщик                                                   | Транспорт                                                | Подія                                                      |
| Тимчасова вулична траса: 3.791 км (1933–1950, 1953–1986) | Тимчасова вулична траса: 3.791 км (1933–1950, 1953–1986) | Тимчасова вулична траса: 3.791 км (1933–1950, 1953–1986) | Тимчасова вулична траса: 3.791 км (1933–1950, 1953–1986) | Тимчасова вулична траса: 3.791 км (1933–1950, 1953–1986)   |
| -------------------------------------------------------- | -------------------------------------------------------- | -------------------------------------------------------- | -------------------------------------------------------- | ---------------------------------------------------------- |
| Формула-1                                                | 1:23.800                                                 | Ронні Петерсон                                           | Lotus 72E                                                | 1973 Гран-прі Іспанії                                      |
| Формула-2                                                | 1:25.580                                                 | Ганс-Йоахім Штук                                         | March 742                                                | 1974 Етап Ф2 на Монтжуїку                                  |
| Group 5                                                  | 1:29.800                                                 | Жерар Ларрусс                                            | Lola T292                                                | 1973 Етап Європейського чемпіонату спорткарів на Монтжуїку |
| Group 6                                                  | 1:35.600                                                 | Хорхе де Багратіон                                       | Porsche 908/02                                           | 1969 12 годин Монтжуїка                                    |
| 350cc                                                    | 1:42.300                                                 | Франко Унчіні                                            | Yamaha TZ 350                                            | 1976 Мото Гран-прі Іспанії                                 |
| 250cc                                                    | 1:43.000                                                 | Вальтер Вілла                                            | Harley-Davidson RR250                                    | 1976 Мото Гран-прі Іспанії                                 |
| 125cc                                                    | 1:48.800                                                 | П'єр Паоло Б'янкі                                        | Morbidelli 125                                           | 1976 Мото Гран-прі Іспанії                                 |
| 500cc                                                    | 1:49.850                                                 | Анджело Бергамонті                                       | MV Agusta 500 Three                                      | 1970 Мото Гран-прі Іспанії                                 |
| Гран-прі                                                 | 1:56.000                                                 | Таціо Нуволарі                                           | Alfa Romeo 12C-36                                        | 1936 Гран-прі Пенья-Рін                                    |
| 50cc                                                     | 1:57.000                                                 | Анхель Ньєто                                             | Bultaco TSS 50                                           | 1976 Мото Гран-прі Іспанії                                 |
| Тимчасова вулична траса: 4.205 км (1952)                 |                                                          |                                                          |                                                          |                                                            |
| 500cc                                                    | 2:33.570                                                 | Умберто Мазетті                                          | Gilera 500 Saturno "Piuma"                               | 1952 Мото Гран-прі Іспанії                                 |
| 125cc                                                    | 2:39.980                                                 | Еміліо Мендоньї                                          | Moto Morini 125 GP                                       | 1952 Мото Гран-прі Іспанії                                 |
| Тимчасова вулична траса: 6.033 км (1951)                 |                                                          |                                                          |                                                          |                                                            |
| 500cc                                                    | 3:45.000                                                 | Енріко Лоренцетті                                        | Moto Guzzi 500 Four                                      | 1951 Мото Гран-прі Іспанії                                 |
| 350cc                                                    | 3:47.000                                                 | Томмі Вуд                                                | Velocette 350 GP                                         | 1951 Мото Гран-прі Іспанії                                 |
| 125cc                                                    | 4:04.980                                                 | Карло Уббіалі                                            | Mondial 125SS                                            | 1951 Мото Гран-прі Іспанії                                 |